# Knight and Day
Knight and Day, inicialmente chamado de Wichita e Trouble Man (br: Encontro Explosivo / pt: Dia e Noite) é um filme estadunidense de ação e comédia, lançado em 2010, e estrelado por Tom Cruise e Cameron Diaz. O filme, dirigido por James Mangold, é a segunda parceria de Cruise e Diaz, que atuaram juntos no filme de 2001, Vanilla Sky.

## Sinopse
Roy Miller é um agente secreto que conhece "acidentalmente" June Havens, em um aeroporto de Boston, uma azarada no amor, a quem acabará por envolver em uma missão para proteger uma poderosa bateria, chave para uma infinita fonte de energia.

## Elenco
- Tom Cruise .... Roy Miller
- Cameron Diaz .... June Havens
- Peter Sarsgaard .... Fitzgerald
- Jordi Mollà .... Antonio
- Viola Davis .... Diretora George
- Paul Dano .... Simon Feck
- Marc Blucas .... Rodney
- Maggie Grace .... April Havens
- Falk Hentschel .... Bernhard
- Lennie Loftin .... Braces
- Rich Craig .... Danny
- Dale Dye .... Frank Jenkins
- Celia Weston .... Molly
- Gal Gadot .... Naomi
- Trevor Loomis .... Eduardo
- Nilaja Sun .... Allison
- Hugo Garcia .... Bull Runner

## Trilha sonora
- O single "Someday", da banda The Black Eyed Peas, foi o tema do filme.

## Crítica
As críticas para Knight and Day foram mistas. Com a pontuação de 52% baseada em 208 avaliações, o Rotten Tomatoes chegou ao consenso: "É fórmula pura, mas graças ao seu ritmo alegre e um par de performances encantadoras de Tom Cruise e Cameron Diaz, Knight and Day oferece alguma ação agradavelmente meio estrada de verão".